# Il ventaglio (Raimondi)
Il ventaglio è un'opera in due atti di Pietro Raimondi, su libretto di Domenico Gilardoni. La prima rappresentazione ebbe luogo al Teatro Nuovo di Napoli il 22 gennaio del 1831.

## Trama
La trama segue in maniera piuttosto fedele l'omonima commedia di Goldoni, da cui trae il soggetto: nella pittoresca cornice del Vomero (e non in un villaggio lombardo, come nella commedia dell'autore veneziano) Don Evaristo spasima per la bella Candida, e decide di farle avere come dono un ventaglio tramite la contadina Palmetella (in Goldoni Giannina), di cui invece sono innamorati il rozzo oste Coronato e il calzolaio Crespino, dalla giovane riamato. I due rivali giungono a un furioso litigio pubblico, calmato dall'astuto Conte di Roccamonte, che promette l'uno all'insaputa dell'altro di fargli ottenere la mano di Palmetella. Intanto la maligna merciaia Susanna fa credere a Candida che Don Evaristo ha donato il ventaglio a Palmetella, e la ragazza, furibonda, per vendicarsi decide di accettare le avances del Baroncino del Cedro, che nel frattempo ha gli occhi di Geltrude, la vecchia zia di Candida, puntati addosso, che intende fare del giovane il proprio sposo. Alla fine, dopo numerosi episodi che vedono come protagonista il famigerato ventaglio, gli amanti si chiariranno, e Palmetella potrà congiungersi anch'essa col proprio amato Crespino, sottraendosi così all'oppressiva condotta del fratello Moracchio.

## Struttura musicale

### Parte prima - Il sabbato
- N. 1 - Introduzione Come ti pare questo caffè? (Evaristo, Baroncino, Geltrude, Candida, Moracchio, Palmetella, Susanna, Coronato, Conte, Timoteo, Crespino, Coro)
- N. 2 - Terzetto Fermi là!... Con un mio pari (Conte, Crespino, Coronato)
- N. 3 - Duetto Ah! Taci, fa silenzio... (Evaristo, Palmetella)
- N. 4 - Duettino Che tutta s'imbianca - La faccia ed il petto (Susanna, Palmetella)
- N. 5 - Quintetto Senza forza, a poco a poco (Conte, Baroncino, Crespino, Coronato, Susanna)
- N. 6 - Finale I Ebben? / Rumor non fate (Coro, Palmetella, Geltrude, Candida, Coronato, Baroncino, Evaristo, Susanna, Crespino, Moracchio, Conte)

### Parte seconda - La domenica
- N. 7 - Introduzione seconda Possiam ripetere (Coro, Candida)
- N. 8 - Terzetto Due casette di campagna (Geltrude, Baroncino, Conte)
- N. 9 - Aria Sì - Il rivale io troverò (Evaristo, [Palmetella, Susanna, Coronato])
- N. 10 - Duettino Cosa dite? C'è speranza? (Palmetella, Conte)
- N. 11 - Quartetto Leggi, leggi, via fa presto (Conte, Crespino, Coronato, Moracchio)
- N. 12 - Aria finale A te solo, a te soltanto (Palmetella, [Evaristo, Candida, Geltrude, Coronato, Susanna, Moracchio, Crespino, Baroncino, Conte])

## Incisioni discografiche
- Il ventaglio di Pietro Raimondi, G. Ceccarini, A. Baldasserini, P. Barbacini, C. Gaifa, C. Vozza - Dir. Bruno Rigacci - (RSI Lugano 1978 2 CD 1234,01 Al wav 4001 cda810)